# Astochia trigemina
Astochia trigemina là một loài ruồi trong họ Asilidae. Astochia trigemina được Becker miêu tả năm 1925. Loài này phân bố ở miền Ấn Độ - Mã Lai.